# Roberta Fiandino
Roberta Fiandino (Cuneo, 17 ottobre 1985) è un'ex biatleta italiana.

## Biografia
Roberta Fiandino, originaria di Festiona di Demonte, nel 2001 è entrata a far parte della nazionale italiana; attiva dalla stagione 2001-2002, ha partecipato ai Mondiali giovanili Val Ridanna 2002, ha esordito in Coppa Europa nel dicembre dello stesso anno a Obertilliach in individuale (26ª), ha partecipato ai Mondiali giovanili di  Kościelisko 2003 (5ª nella staffetta il miglior piazzamento) e ai Mondiali juniores di Alta Moriana 2004 (7ª nella staffetta) e Kontiolahti 2005 (13ª nell'inseguimento il miglior piazzamento). Ha esordito in Coppa del Mondo l'11 gennaio 2006 a Ruhpolding in staffetta (11ª) e ai successivi Mondiali juniores di Presque Isle 2006 il suo miglior risultato è stato il 5º posto nella staffetta; il 17 dicembre 2006 ha ottenuto a Hochfilzen in staffetta il suo miglior risultato in Coppa del Mondo (7ª) e ai successivi Mondiali di Anterselva 2007, suo esordio iridato, si è classificata 56ª nell'individuale, 61ª nella sprint e 8ª nella staffetta.
Ai Mondiali di Östersund 2008 si è piazzata 25ª nell'individuale, 43ª nella sprint, 26ª nell'inseguimento, 10ª nella staffetta e 5ª nella staffetta mista; il 22 gennaio 2009 ha ottenuto ad Anterselva in sprint il miglior risultato individuale in Coppa del Mondo (16ª) e ai successivi Mondiali di Pyeongchang 2009 è stata 46ª nell'individuale, 63ª nella sprint e non ha completato la staffetta. Il 15 gennaio 2010 ha bissato il suo miglior risultato in Coppa del Mondo, a Ruhpolding in staffetta (7ª), e ai successivi XXI Giochi olimpici invernali di Vancouver 2010, sua unica presenza olimpica, si è classificata 72ª nella sprint e 10ª nella staffetta; l'anno dopo ha vinto la medaglia d'argento nella staffetta agli Europei di Val Ridanna 2011 e ai Mondiali di Chanty-Mansijsk 2011, suo congedo iridato, si è piazzata 25ª nell'individuale. Ha preso per l'ultima volta il via in Coppa del Mondo il 5 gennaio 2013 a Oberhof in sprint (62ª) e si è ritirata durante la stagione 2014-2015: la sua ultima gara in carriera è stata la sprint di IBU Cup disputata a Obertilliach il 19 dicembre, chiusa dalla Fiandino al 65º posto.

## Palmarès

### Europei
- 1 medaglia:
  - 1 argento (staffetta a Val Ridanna 2011)

### Coppa del Mondo
- Miglior piazzamento in classifica generale: 61ª nel 2008

### Coppa Europa
- 2 podi:
  - 1 secondo posto
  - 1 terzo posto

### Campionati italiani
- 9 medaglie[1]:
  - 5 argenti (inseguimento nel 2006; inseguimento, partenza in linea nel 2007; partenza in linea nel 2008; sprint nel 2010)
  - 4 bronzi (sprint nel 2007; sprint, partenza in linea nel 2009; inseguimento nel 2010)

### Campionati italiani juniores
- 3 medaglie[1]:
  - 1 oro (partenza in linea nel 2006)
  - 2 argenti (inseguimento, sprint nel 2005)

### Campionati italiani giovanili
- 5 medaglie[1]:
  - 4 ori (partenza in linea, individuale, inseguimento, sprint nel 2004)
  - 1 bronzo (individuale nel 2003)